# سیارک ۳۵۷۲۵
سیارک ۳۵۷۲۵ (به انگلیسی: 35725 Tramuntana، نامگذاری:1999FQ59) سی و پنج هزار و هفتصد و بیست و پنجمین سیارک کشف شده‌است که در ۲۷ مارس ۱۹۹۹ کشف شد.